# 布氏半線脂鯉
布氏半線脂鯉，俗名紅頭剪刀（Firehead tetra），為輻鰭魚綱脂鯉目脂鯉亞目脂鯉科的其中一個種，為熱帶淡水魚，分布於南美洲黑河、梅塔河流域，體長可達3.6公分，棲息底中層水域，生活習性不明，可作為觀賞魚。

## 扩展阅读
- 維基物種上的相關：布氏半線脂鯉